# Radio Romance (serie televisiva)
Radio Romance (라디오 로맨스?, Radi-o romaenseuLR) è una serie televisiva sudcoreana trasmessa su KBS2 dal 29 gennaio al 20 marzo 2018.

## Trama
Song Geu-rim ha sempre voluto diventare un'autrice radiofonica. Tuttavia, poiché non ha competenze nella scrittura, è sempre stata costretta ad essere un'autrice sostituta. Quando il suo unico show viene cancellato, deve assicurarsi di non perdere il suo posto da autrice. Decide quindi di provare a coinvolgere nel nuovo show Ji Soo-ho, un famoso attore che si crede abbia una vita perfetta.

## Personaggi

### Principali
- Ji Soo-ho, interpretato da Yoon Doo-joon e Nam Da-reum (da giovane)
Un famoso attore che è abituato ad agire seguendo un copione. Si ritrova a diventare il DJ per una radio in diretta dove nulla va mai secondo i piani[1].
- Song Geu-rim, interpretata da Kim So-hyun e Lee Re (da giovane)
L'autrice dello show televisivo di Soo-ho con cinque anni di esperienza come autrice sostituta. Le mancano le doti di scrittura, ma ha ottime capacità organizzative[2][3].
- Lee Kang, interpretato da Yoon Park
Il competente produttore dello show televisivo. Grazie al suo perfezionismo ogni show che produce diventa il numero 1 nelle classifiche degli ascoltatori.
- Jin Tae-ri, interpretata da Yura
Un'attrice sopra le righe che ha perso la fama a causa di un incidente avvenuto tre anni prima per aver guidato in stato di ebbrezza.

### Secondari
- Kim Jun-woo, interpretato da Ha Joon
Il manager di Soo-ho da anni che sorveglia costantemente l'attore.
- Jaso, interpretato da Kwak Dong-yeon
Uno psichiatra ed ex compagno di scuola di Soo-ho che segue le sue terapie in qualità di dottore.
- Nam Joo-ha, interpretata da Oh Hyun-kyung
Madre legale di Soo-ho e CEO della JH Entertainment. Non è la madre biologica di Soo-ho.
- Ji Yoon-seok, interpretato da Kim Byung-se
Padre di Soo-ho e famoso attore.
- Jung Da-seul, interpretata da Seo Ye-seul
Un'attrice giovane e popolare che ha una relazione con il padre di Soo-ho.
- Jo Ae-ran, interpretata da  Kim Ye-ryeong
Madre di Geu-rim rimasta cieca in seguito ad un intervento agli occhi all'età di 39 anni.
- Ra Ra-hee, interpretata da Kim Hye-eun
Autrice radiofonica.
- Lee Seung-soo, interpretato da Im Ji-kyu
Produttore radiofonico.
- Woo Ji-woo, interpretato da Choi Min-yeong
Vecchio amico di Soo-ho morto in un incidente d'auto 12 anni prima.

### Apparizioni speciali
- Kang Minu, interpretato da U-Kwon (ep. 1)
- Oh Jin-soo, interpretato da Ji Il-joo (ep. 2–3)
- Uomo affetto da amnesia, interpretato da Jung Gyu-soo (ep. 4)
- DJ Jay, interpretata da Bona (ep. 5)